# Emanuel (banda)
Emanuel fue un grupo de música post-hardcore y hardcore punk de Louisville, Kentucky. El grupo se formó en el 1998 bajo el nombre Emanuel Nice y publicó cuatro EP antes de firmar contrato con Vagrant Records y cambiar su nombre en el 2004. Y lanzar Soundtrack To a Headrush, y Black Earth Tiger, la banda actualmente tuvo problemas económicos por lo cual no han hecho nada, y el vocalista Matt Breeen, se encuentra trabajando en Summer Law.

## Miembros

### Exintegrantes
- Matt Breen - vocalista.
- Mat Barber - guitarra principal, vocal.
- Devin Tripplet - guitarra rítmica.
- Bryan Whiteman - Bajo.
- Anthony Brock - batería.

## Discografía
- Soundtrack to a Headrush (2005)
- Black Earth Tiger (2007)

### EP
- Hi-Skool Trivia (1999, como Emanuel Nice).
- Lanemeyer/Emanuel Nice Split (2000, como Emanuel Nice).
- Steinbach2Clarksville (Colourbone/Emanuel Nice Split) (2000, como Emanuel Nice).
- Wait (2002, como Emanuel Nice).